# Fuente de radio SHGb02+14a

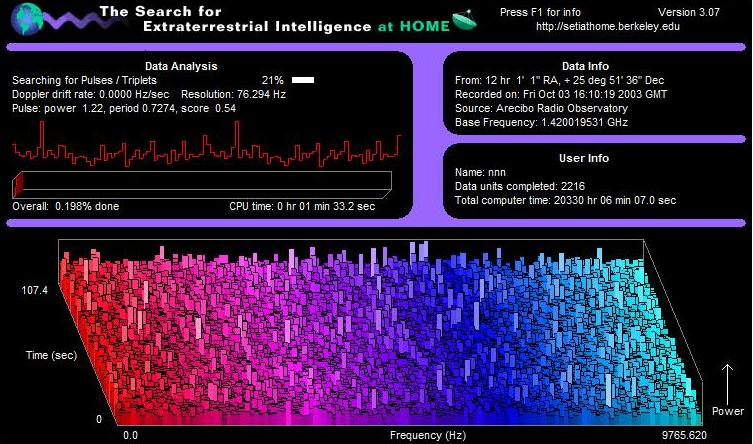
En busca de tripletes o pulsaciones de señales de radio en el proyecto SETI@home.

La fuente de radio SHGb02+14a es el origen de emisión de radio y señal candidata del proyecto SETI, descubierta el 3 de marzo de 2003 por SETI@home y anunciada en New Scientist el 1 de septiembre de 2004.
La señal fue observada tres veces a una frecuencia de unos 1420  MHz, que es una de las frecuencias que se espera sean usadas por las inteligencias extraterrestres dada su proximidad a una de las frecuencias principales en las que el hidrógeno absorbe y emite fotones.
Existe un número enigmático de características en esta señal, que han provocado una gran cantidad de escepticismo.
El origen de la señal de radio está ubicado entre las constelaciones de Piscis y Aries, en una dirección en la que no hay estrellas observables en 1000 años luz. Adicionalmente, es una señal muy débil.
La frecuencia de la señal presenta una alta deriva, ya que su frecuencia se va desviando entre 8 y 37 hercios por segundo, lo que correspondería a una fuente de emisión en un planeta rotando unas cuarenta veces más rápido que la Tierra (sin embargo, cada vez que la señal fue detectada, esta se encontraba cerca de los 1420 MHz, antes de iniciar su deriva)
Existe un número de potenciales explicaciones para esta señal. SETI@home ha negado los reportes de los medios de comunicación sobre la probable señal extraterrestre. Podría ser una falla en los aparatos o ruido cósmico.